# تروسکوتوویتسه
تروسکوتوویتسه (به لاتین: Troskotovice) یک منطقهٔ مسکونی در جمهوری چک است که در شهرستان برنو-ونکوو واقع شده‌است. تروسکوتوویتسه ۱۸٫۱۲ کیلومتر مربع مساحت و ۶۲۶ نفر جمعیت دارد و ۱۹۳ متر بالاتر از سطح دریا واقع شده‌است.